# Hazal Türesan
Hazal Türesan (Ankara, 20 luglio 1985) è un'attrice turca, nota per aver interpretato il ruolo di Beliz Boysal nella serie Il dottor Alì (Mucize Doktor).

## Biografia
Hazal Türesan è nata il 20 luglio 1985 ad Ankara (Turchia); ha un fratello, mentre suo padre è venuto a mancare a causa di un cancro.

## Carriera
Hazal Türesan dopo aver completato l'istruzione primaria, secondaria e superiore ad Ankara, ha deciso di iscriversi presso la facoltà di lingue, storia e geografia dell'Università di Ankara, dove ha anche studiato teatro e pochi anni dopo ha conseguito la laurea.
Dal 2008 al 2015 ha iniziato la sua carriera di recitazione con il ruolo di Azra nella serie in onda su Fox Unutma Beni. Nel 2010 ha recitato nella serie in onda su Fox Deniz Yıldızı. L'anno successivo, nel 2011, è entrata a far parte del cast della serie in onda su TRT 1 Yeniden Başla, nel ruolo di Güneş. Nel 2014 ha fatto il suo debutto al cinema con il film Bir Don Juan Öldürmek diretto da Sabahattin Sakman.
Nel 2014 e nel 2015 ha ottenuto il ruolo di Aslı Denizer nella serie in onda su ATV Kara Para Aşk. Nel 2016 ha ricoperto il ruolo di Başak nella serie in onda su Kanal D Sweet Revenge (Tatlı İntikam) e quello di Zeynep nel film Sol Şerit diretto da İnci Balabanoğlu Ahiska. Nel 2017 e nel 2018 ha preso parte al cast della serie in onda su Star TV Fazilet Hanım ve Kızları, nel ruolo di Yasemin Egemen. Nel 2018 ha ricoperto il ruolo di Ceren nella serie in onda su Star TV Ufak Tefek Cinayetler e quello di Yisa nella web serie di BluTV Immortals (Yaşamayanlar). Nello stesso anno ha recitato nello spettacolo teatrale Timsah diretto da Tom Basden, presso il DasDas Sahne e nel film Bana Bir Şarkı Söyle diretto da Mehrdad Ghaffarzadeh. Nel 2019, per quest'ultimo film, ha recitato nel sequel Bana Bir Aşk Şarkısı Söyle.
Nel 2019 e nel 2020 ha interpretato il ruolo di Anna nella web serie di Netflix The Gift (Atiye). Dal 2019 al 2021 è stata scelta per interpretare il ruolo di Beliz Boysal nella serie televisiva medica in onda su Fox Il dottor Alì (Mucize Doktor), insieme agli attori Taner Ölmez, Sinem Ünsal, Onur Tuna, Murat Aygen e Reha Özcan. Nel 2020 ha preso parte al cast del film İnsanlar İkiye Ayrılır diretto da Tunç Şahin, nel ruolo di Cemre. L'anno successivo, nel 2021, ha ricoperto il ruolo di Yasemin Aytekin nella serie in onda su Show TV Yalancı, quello di Zerrin nella web serie di Exxen Vahşi Şeyler e quello di Emine / Mine nella web serie di Netflix Fatma. Nello stesso anno ha recitato nell'opera teatrale Küvetteki Gelinler diretta da Beth Graham, presso il Tatbikat Sahnesi.
Nel 2022 ha ottenuto il ruolo di Begüm nella serie in onda su Show TV Baba. L'anno successivo, nel 2023, ha interpretato il ruolo di Arzu nella web serie di beIN CONNECT Sarmaşık Zamanı ed ha preso parte al programma televisivo in onda su TV8 O Ses Türkiye Yılbaşı Özel. Nello stesso anno è entrata a far parte del cast della serie in onda su Fox Kızıl Goncalar, nel ruolo di Beste Özdemir Alkanlı. Nel 2024 ha ricoperto il ruolo di İlayda nel film Lohusa diretto da Kivanç Baruönü e quello di Remziye nel film Bildigin Gibi Degil diretto da Vuslat Saraçoglu ed ha recitato nel film Berber diretto da Deniz Yorulmazer.

## Filmografia

### Cinema
- Bir Don Juan Öldürmek, regia di Sabahattin Sakman (2014)
- Sol Şerit, regia di İnci Balabanoğlu Ahiska (2016)
- Bana Bir Şarkı Söyle, regia di Mehrdad Ghaffarzadeh (2018)
- Bana Bir Aşk Şarkısı Söyle, regia di Mehrdad Ghaffarzadeh (2019)
- İnsanlar İkiye Ayrılır, regia di Tunç Şahin (2020)
- Lohusa, regia di Kivanç Baruönü (2024)
- Bildigin Gibi Degil, regia di Vuslat Saraçoglu (2024)
- Berber, regia di Deniz Yorulmazer (2024)

### Televisione
- Unutma Beni – serie TV, 423 episodi (Fox, 2008-2015)
- Deniz Yıldızı – serie TV, 219 episodi (Fox, 2010)
- Yeniden Başla – serie TV, 11 episodi (TRT 1, 2011)
- Kara Para Aşk – serie TV, 54 episodi (ATV, 2014-2015)
- Sweet Revenge (Tatlı İntikam) – serie TV, 30 episodi (Kanal D, 2016)
- Fazilet Hanım ve Kızları – serie TV, 50 episodi (Star TV, 2017-2018)
- Ufak Tefek Cinayetler – serie TV, 1 episodio (Star TV, 2018)
- Il dottor Alì (Mucize Doktor) – serie TV, 64 episodi (Fox, 2019-2021)
- Yalancı – serie TV, 10 episodi (Show TV, 2021)
- Baba – serie TV, 15 episodi (Show TV, 2022)
- Kızıl Goncalar – serie TV (Fox, dal 2023)

### Web TV
- Immortals (Yaşamayanlar) – serie TV, 8 episodi (BluTV, 2018)
- The Gift (Atiye) – serie TV, 11 episodi (Netflix, 2019-2021)
- Vahşi Şeyler – web serie, 8 episodi (Exxen, 2021)
- Fatma – web serie, 6 episodi (Netflix, 2021)
- Sarmaşık Zamanı – web serie, 16 episodi (beIN CONNECT, 2023)

## Teatro
- Timsah, diretto da Tom Basden, presso il DasDas Sahne (2018)
- Küvetteki Gelinler, diretto da Beth Graham, presso il Tatbikat Sahnesi (2021)

## Programmi televisivi
- O Ses Türkiye Yılbaşı Özel (TV8, 2023) – Guest star

## Doppiatrici italiane
Nelle versioni in italiano dei suoi film e delle sue serie TV, Hazal Türesan è stata doppiata da:
- Sabrina Duranti[29] in Immortals[30]
- Perla Liberatori[31] ne Il dottor Alì[32]

## Riconoscimenti
- International Izmir Film Festival
  - 2020: Candidata come Miglior attrice non protagonista in una serie televisiva per Il dottor Alì (Mucize Doktor)